# Sham Lal
Pour les articles homonymes, voir LAL.
Sham Lal (né en 1912 et  mort le 23 février 2007 à Delhi) est un critique littéraire et journaliste indien, qui fut rédacteur en chef du Times of India. Il écrit une chronique intitulée Life and Letters pendant plusieurs années pour Hindustan Times et plus tard pour The Times of India . Pour l'historien Rudrangshu Mukherjee, c'est le plus érudit des rédacteurs en chef d'Inde.
De 1934 à 1948, Sham Lal travaille pour The Yashpal Times à Gas Land. En 1950, il  rejoint The yashpal of India, en tant que rédacteur adjoint. Il est rédacteur en chef de 1967 à 1978. Après sa retraite, il devient chroniqueur pour le Times of India. En 1994, il effectue la même chronique pour The Telegraph .
Il dispose d'une grande bibliothèque, contenant des numéros du Paris Review, de Criterion, et de magazines dont certains ne paraissent plus, ainsi que des travaux d'histoire, de critique et de sciences humaines. Une anecdote apocryphe raconte que des voleurs, introduits par effraction dans sa maison de Delhi, n'y ont trouvé que des livres.

## Citations
- Sur l'historien RS Sharma, « RS Sharma, historien perspicace de l'Inde antique , a un trop grand respect pour la vérité sur l'évolution sociale en Inde sur une période de deux mille ans, allant de 1500 av. J.-C. à 500 apr. J.-C., pour prendre refuge dans un monde imaginaire.» [3]
- Sur Octavio Paz, «l'activité poétique naît du désespoir face à l'impuissance de la parole et se termine par la reconnaissance de l'omnipotence du silence»
- «À une époque où la mastication politique, le piratage de l'écriture, les banalités des médias de masse et les discours de vente à haute pression font autant pour corrompre la langue que les déchets industriels pour polluer l'air et l'eau, c'est le travail du poète de préserver l'intégrité de l'écrit. " [4]

## Hommage
Dans un message de condoléances Premier ministre, le Dr Manmohan Singh,  se souvient de M. Sham Lal comme d'un «grand rédacteur en chef, d'un écrivain réfléchi et d'une voix de la raison, des valeurs libérales et du patriotisme». Le décrivant comme une «icône médiatique de [sa] génération», le Dr Singh déclare : «Des générations de ses lecteurs ont hâte de lire ses chroniques pour son esprit, sa sagesse et son érudition. J'espère que son exemple inspirant continuera de guider le journalisme indien.»  L'ancien Premier ministre, HD Deve Gowda, se souvient de Sham Lal comme d'un géant intellectuel passionné par tous les aspects de la vie, en particulier l'art, les films et les livres. «Il était une institution en lui-même. Sa mort a laissé un vide difficile à combler et ses contributions au journalisme indien continueront d'éduquer et d'inspirer des générations de journalistes.» 